# 벨라루스 유대인
벨라루스 유대인(벨라루스어: Беларускія габрэі; 히브리어: יהודי בלארוס)은 현대 벨라루스 땅 곳곳에 살았다. 유대인은 20세기 전반에 벨라루스에서 세 번째로 큰 민족이었다. 1897년 벨라루스의 유대인 인구는 전체 인구의 14.2%인 91만 900명에 달했다. 소비에트-폴란드 전쟁 (1919년~1920년)에 이어 리가 조약에 따라 벨라루스는 동벨라루스(소련 점령하)와 서벨라루스(폴란드 점령하)로 분리되어, 유대인 350,000~45만 명이 폴란드의 지배를 받게 되었다. 제2차 세계 대전 이전까지 유대인은 벨라루스에서 세 번째로 큰 민족으로 남아 있었고 도시와 마을에서 인구의 40% 이상을 구성했다. 민스크, 핀스크, 마힐료우, 바브루이스크, 비쳅스크, 호멜과 같은 도시의 인구는 유대인의 50% 이상이었다. 1926년과 1939년 벨라루스(동벨라루스)에는 전체 인구의 6.7~8.2%인 37만 5,000명에서 40만 7,000명 사이의 유대인이 있었다. 1939년 서벨라루스를 포함한 동부 폴란드가 소련에 합병된 후 벨라루스는 다시 폴란드, 우크라이나 및 기타 지역에서 온 275,000명의 유대인을 포함하여 국경 내에 1,175,000명의 유대인이 있을 것이다. 90만 명 중 80만 명으로 추정되는데, 이는 벨라루스 유대인의 90%가 홀로코스트 동안 살해된 것이다. 2019년 국가 인구 조사에 따르면 벨라루스에는 13,705명의 유대인이 있었고, 이 중 대부분이 아슈케나즈 유대인 출신이다. 유대인청은 벨라루스의 유대인 공동체를 2만 명으로 추정한다. 그러나 유대인 혈통을 가진 벨라루스인의 수는 더 많을 것으로 추정된다.

## 초기 역사
수 세기 동안 현대 벨라루스와 리투아니아의 영토는 모두 리투아니아 대공국의 일부였다. 따라서 벨라루스 유대인의 역사는 리투아니아 유대인의 역사와 밀접한 관련이 있으며 역사적으로 리투아니아 유대인의 하위 집합으로 볼 수 있다.
일찍이 8세기에 유대인들은 현대 벨라루스의 땅의 일부에 살았다. 그 시기를 시작으로 그들은 루테니아, 리투아니아, 발트 지방, 특히 그단스크, 볼린 (포메라니아의 비네타 또는 울린)과 비스와강, 오데르강, 엘베강의 다른 도시들과 무역을 수행했다.
벨라루스 유대인의 기원은 많은 추측의 대상이 되었다. 그들은 두 개의 뚜렷한 유대인 이민 흐름으로 구성되었다고 믿어진다. 둘 중 나이가 많고 상당히 작은 것이 나중에 동쪽에서 리투아니아 대공국이 된 영토로 들어왔다. 이 초기 이민자들은 유대-슬라브 방언을 사용했는데, 이것은 그들을 게르만 땅에서 그 지역으로 들어온 후기 유대인 이민자들과 구별했다.
이 동부 유대인들의 기원은 확실하지 않지만, 역사적인 증거는 바빌로니아, 팔레스타인, 비잔틴 제국과 다른 유대인 난민들과 정착민들을 리투아니아 대공국의 일부가 될 발트해와 흑해 사이의 땅들에 위치시킨다. 나중에 그리고 훨씬 더 큰 이민의 흐름은 12세기에 시작되었고 북방십자군에 의한 독일 유대인들의 박해로부터 자극을 받았다. 대다수의 리투아니아 유대인들의 전통적인 언어인 이디시어는 주로 서부 게르만 유대인 이민자들에 의해 사용된 중세 독일어와 히브리어에 기반을 두고 있다.

## 야기엘론 규칙
1569년에 폴란드와 리투아니아 대공국이 통합되었다. 그것은 일반적으로 양국의 유대인들에게 번영과 상대적인 안전의 시기였다 (17세기의 흐멜니츠키 봉기를 제외하고). 그러나, 1495년에서 1503년 사이에 리투아니아 대공국으로부터 유대인들을 추방한 것과 같은 몇 가지 사건들이 대공국 내에서 발생했다.

## 러시아 제국 치하의 벨라루스 유대인
벨라루스의 영토를 합병한 후, 러시아의 황제들은 그 영토를 유대인들의 영구적인 거주가 허용되었던 러시아 제국의 서쪽 국경 지역인 소위 정착의 팔레에 포함시켰다. 유럽 러시아의 영토의 단지 20%를 구성했지만, 팔레는 폴란드-리투아니아 연방의 역사적인 국경에 해당했고 오늘날의 벨라루스, 리투아니아, 폴란드, 몰도바, 우크라이나, 그리고 러시아 서부의 일부를 포함했다.
19세기 말까지 많은 벨라루스 유대인들은 러시아 제국과 러시아 황제들의 반유대주의를 집어삼키는 갈등과 포그롬 때문에 동유럽에서 신대륙으로 유대인들이 이동하는 일반 비행의 일부였다. 벨라루스 출신의 수만 명의 유대인을 포함하여 수백만 명의 유대인들이 미국과 남아프리카 공화국으로 이주했다. 소수의 유대인들도 팔레스타인 위임통치령으로 이주했다.

## 제2차 세계 대전
독일이 점령한 지역에서 유대인들에 대한 잔혹행위는 거의 즉시 시작되었는데, 특수작전집단이 유대인들을 모아 그들을 쏘기 위해 파견되었다. 지역의 반유대주의자들은 그들만의 포그롬을 수행하도록 장려되었다. 1941년 말까지 유대인들을 모아 죽이는 데 전념한 병력이 5,000명 이상이었다. 살해의 점진적인 산업화는 최종 해결책의 채택과 홀로코스트의 기계인 라인하르트 작전의 설립으로 이어졌다. 홀로코스트에서 사망한 소련 유대인 중 246,000명의 유대인이 벨라루스인이었는데, 이는 벨라루스 전체 유대인의 약 66%였다.

## 20세기 후반에서 현대까지
1968년에는 수천 명의 유대인 청년들이 시온주의 활동으로 체포되었다. 20세기 후반에는 벨라루스 유대인들이 미국은 물론 이스라엘로 이주하는 큰 물결이 일어났다. 1979년에는 벨라루스에 135,400명의 유대인이 있었고, 10년 후에는 112,000명이 남았다. 소련의 붕괴와 벨라루스의 독립으로 구소련 유대인 인구의 대다수와 함께 공동체 대부분이 이스라엘로 떠났다.
1999년 인구 조사는 27,798명의 유대인이 남아있다고 추정했는데, 이는 2009년에는 12,926명으로 더 감소했고 2019년에는 13,705명으로 약간 증가했지만, 그 해에는 이상하게도 10,269명의 남성이 있지만 유대인으로 확인된 여성은 3,436명에 불과하다. 그러나 지역 유대인 단체들은 2006년에 그 숫자를 50,000명으로 집계했고, 약 절반이 민스크에 살고 있다. 국가 유대인 단체, 지역 문화 단체, 종교 학교, 자선 단체, 그리고 참전 용사와 홀로코스트 생존자들을 위한 단체들이 만들어졌다.
1990년대의 대규모 이민 이후 이스라엘로의 지속적인 이민이 있었다. 2002년에는 벨라루스인 974명이 이스라엘로 이주하였고, 2003년부터 2005년 사이에는 4,854명이 그 뒤를 이었다.

## 같이 보기
- 폴란드 유대인
- 하시딤